# كاريل نوفاشيك
كاريل نوفاشيك ، من مواليد 30 مارس 1965 في بروستيوف ، هو لاعب كرة مضرب تشيكي .
في مسيرته، حصل على 13 لقبًا في اتحاد لاعبي التنس المحترفين في الفردي و 6 في الزوجي. وصل إلى أفضل تصنيف له في الفردي في 18 نوفمبر 1991 بالمركز 8 مكان العالم . كما فاز ببطولة هامبورغ للماسترز عام 1991، ووصل إلى الدور ربع النهائي في بطولة فرنسا المفتوحة للتنس عامي 1987 و1993، ونصف نهائي بطولة أمريكا المفتوحة عام 1994،
في عام 1994 وصل إلى الدور نصف النهائي من بطولة مانشستر المفتوحة حيث خسر أمام الفائز النهائي الأسترالي باتريك رافتر .
في عام 1995، ثبت تعاطي كاريل نوفاشيك والسويدي ماتس فيلاندر للكوكايين خلال مباراة زوجية في رولان جاروس. يتم إيقافهم لمدة ثلاثة أشهر.